# فولفغانغ فيشر
فولفغانغ فيشر (بالألمانية: Wolfgang Fischer)‏ هو منافس ألعاب قوى ألماني، ولد في 27 فبراير 1928، وتوفي في 25 نوفمبر 1987.

## وصلات خارجية
- فولفغانغ فيشر على موقع أوليمبيديا (الإنجليزية)